# Ochtendzwemmers
Ochtendzwemmers is een Nederlandse film uit 2001 van Nicole van Kilsdonk. De film werd uitgebracht als Telefilm en kreeg twee nominaties voor de film. Het scenario van Mieke de Jong is bekroond met de Lira Scenarioprijs 2003.

## Verhaal
Elke morgen komt een vaste groep mensen zwemmen in het plaatselijke zwembad. Niemand van de vaste bezoekers kent elkaar, alleen maar van gezicht. Toch denkt de politie hier anders over, die doen op een morgen een inval en verdenkt iedereen ervan dat ze samen een criminele organisatie vormen. Een van de hoofdverdachten is Loes, die haar verhaal moet doen tegenover de recherche, haar verhaal lijkt de hele zaak op te lossen maar dan wordt ze er ook nog van verdacht dat ze een racist is.

## Rolverdeling
- Ricky Koole - Loes
- Daniël Boissevain - Bing
- Felix Burleson - Ampie Sylvester
- Viggo Waas - Frankie
- Adriaan Olree - Dhr. Te Bokkel
- Tatum Dagelet - Tanja
- Frank Lammers - Herman
- Olga Zuiderhoek - Moeder Bakker
- Edwin Jongejans - Chris de Vis
- Josh Meyer - Kenneth